# التنگام
التنگام (به آلمانی: Altengamme) یک سکونتگاه مسکونی در آلمان است که در برگدورف واقع شده‌است.

## خصوصیات
التنگام ۲٬۱۹۲ نفر جمعیت دارد.